# Schwedenschanze (Nisselsbach)
Die Abschnittsbefestigung Schwedenschanze liegt etwa 300 Meter südöstlich des Weilers Nisselsbach (Ecknach, Stadt Aichach, Landkreis Aichach-Friedberg, Schwaben) auf einer Anhöhe. Das weitläufige Bodendenkmal könnte auf eine der zahlreichen frühmittelalterlichen Ungarnschutzburgen dieses Gebietes zurückgehen.

## Zeitstellung und Zweckbestimmung

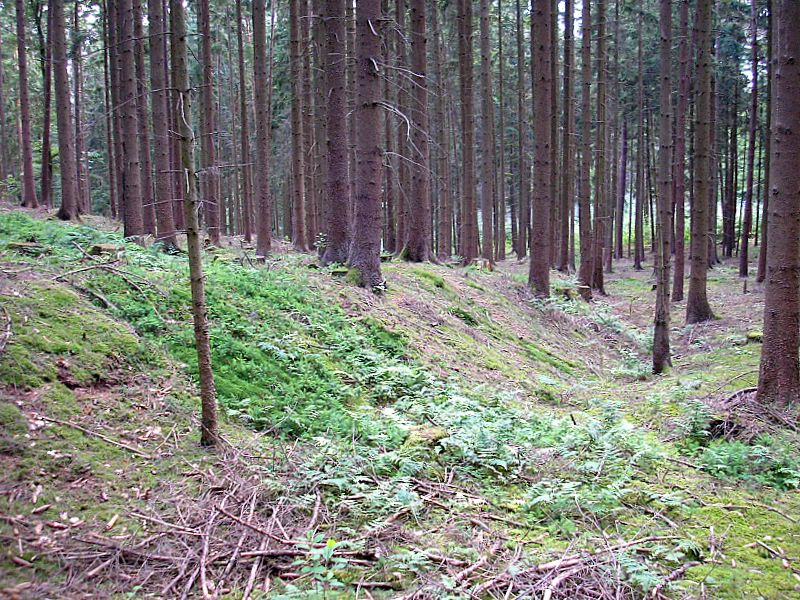
Der äußere Abschnittswall nach Westen (Wallhöhe ca. 1,5 Meter)

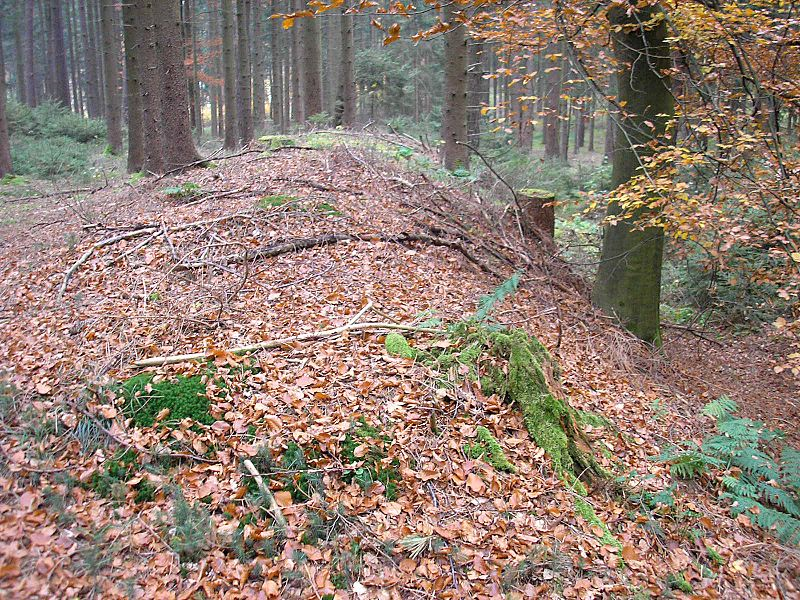
Die Wallkrone des äußeren Abschnittswalles

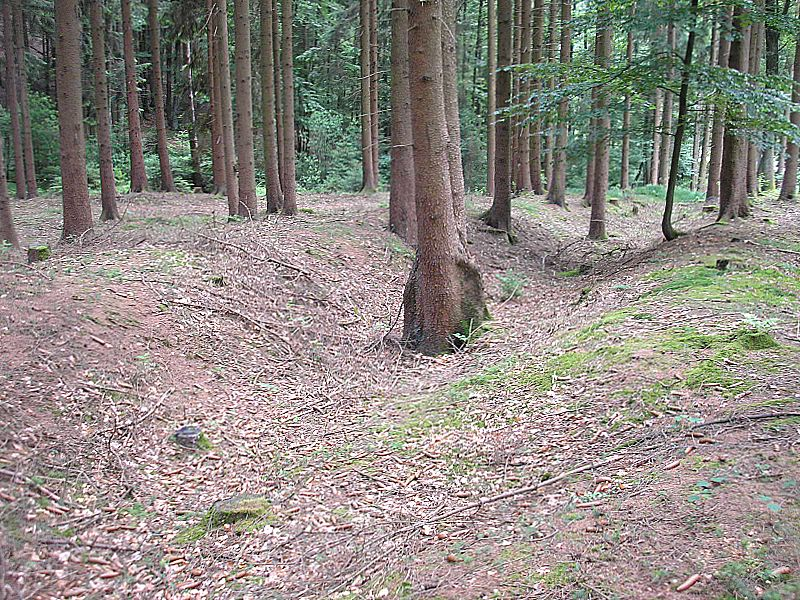
Der nordwestliche Auslauf des äußeren Abschnittswalles (Wallhöhe nur ca. 0,5 bis 1 Meter)

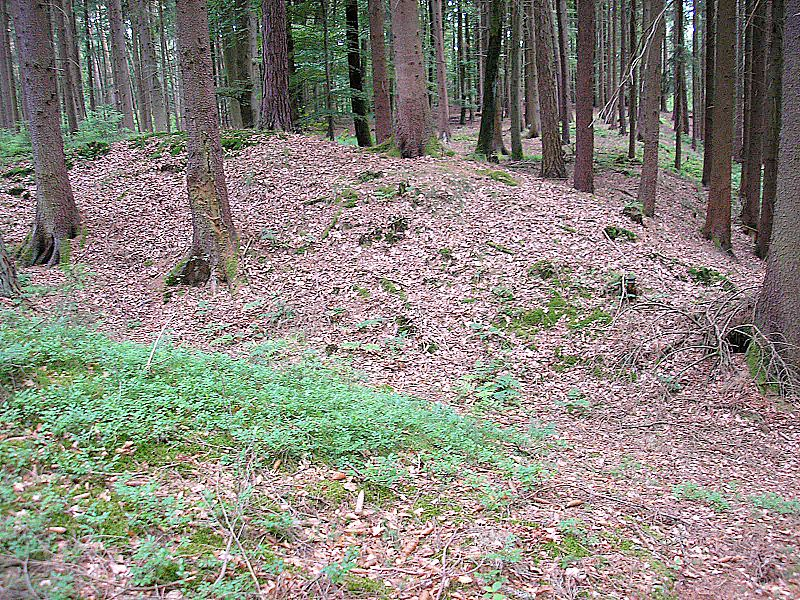
Der Frontwall des Hauptwerkes, Nordteil (Wallhöhe etwa 2 Meter)

Die Anlage am Rand des „Blumenthaler Holzes“ ist wissenschaftlich noch nahezu unerschlossen. Dem äußeren Anschein nach ist ein frühmittelalterlicher Ursprung der Erdwerke anzunehmen. Die weitläufige Außenbefestigung und die eher flüchtige Ausführung der Wallanlagen könnten auf eine unvollendete Dorfschutzburg oder einen  ungarnzeitlichen Truppensammelplatz (10. Jahrhundert) hindeuten. Während das Wallsystem im Norden und Westen sehr gut im Gelände zu verfolgen ist, war die Südfront der Burg offenbar nur durch Palisaden oder Flechtwerkzäune befestigt. Möglicherweise wurden die Schanzarbeiten auch nach der Beseitigung der Ungarngefahr (Schlacht auf dem Lechfeld, 955) eingestellt. 
Solche Burgplätze entstanden oft durch den Ausbau vor- oder frühgeschichtlicher Befestigungsanlagen bzw. Höhensiedlungen. Das Kernwerk erinnert in seiner Anlage an den kleinen Ringwall im Eurasburger Forst, die Außenbefestigung an den als ungarnzeitlich gedeuteten Ringwall im Ottmaringer Holz bei Kissing. 
Die versteckte Lage der Burg abseits des wohl im 7. oder 8. Jahrhundert begründeten Ortes Ecknach und die typologischen Merkmale sind deutliche Hinweise auf die Funktion der Anlage als nur temporär genutzte oder gar unvollendet gebliebene frühmittelalterliche Schutzburg aus der Zeit der Ungarneinfälle. Nach der örtlichen Überlieferung sollen die Magyaren im Gemeindebereich zwei Kapellen in Brand gesetzt haben. Bis zu einer fachkundigen archäologischen Untersuchung des Geländes muss die frühmittelalterliche Zeitstellung des Bodendenkmales allerdings spekulativ bleiben. 
Die volkstümliche Bezeichnung „Schwedenschanze“ könnte auf eine Wiederbenutzung der Burg während der Wirren des Dreißigjährigen Krieges hindeuten. Möglicherweise brachte die Bevölkerung hier ihr Vieh in Sicherheit oder versteckte sich vor den marodierenden Truppen. Vielleicht brachten nachfolgende Generationen den Burgplatz auch nur fälschlicherweise mit diesem Konflikt in Verbindung. In Mitteleuropa werden zahlreiche vor- und frühgeschichtliche bzw. mittelalterliche Wallburgen als „Schwedenschanzen“ bezeichnet.

## Beschreibung
Die Befestigungsanlage besteht aus einem Kernwerk auf einem nach Westen ausspringenden Geländesporn und einem mehrere hundert Meter langen Abschnittswall im nördlichen und östlichen Vorgelände. Das Hauptwerk wird durch einen zehn bis 15 Meter tiefen Geländeeinschnitt von der Außenbefestigung getrennt. 
Im Südosten des Kernwerkes laufen zwei kurze Grabentraversen den Hang hinunter zur Talsohle. Die dahinter aufgeschütteten Wallzüge sind nur maximal 1,5 Meter hoch. Der südliche Wallgraben setzt sich auf der Hochfläche als Frontwall fort. Der zugehörige Graben ist hier stellenweise noch etwa zwei Meter tief. Ungefähr zwei Meter unter dem Plateau läuft ein verschütteter Hanggraben oder eine Berme um die Nord- und Westseiten des Hauptwerkes. Kurz vor der südwestlichen Hangkante geht diese Geländestufe in die natürliche Böschung über. Im Süden sind keine eindeutigen Erdwerke feststellbar Der Hang scheint hier weitgehend unberührt zu sein.
Der Frontwall überragt die Innenfläche um etwa einen Meter. Die übrigen Geländekanten fallen ohne Randwälle ins Tal. Ungewöhnlich ist der geknickte Verlauf des Frontwalles im Südosten des Hauptwerkes. Hierdurch ergibt sich ein kleines rechteckiges Plateau, dessen Zweckbestimmung unklar ist.
Die weitläufige Außenbefestigung beginnt auf der östlichen Hochfläche vor dem Geländesporn des Hauptwerkes und läuft bogenförmig nach Westen zum Hügelfuß. Im Osten hat sich das Wallgrabensystem sehr gut erhalten. Der Wall ist von der Grabensohle gemessen bis zu 2,5 Meter hoch und überragt das Gelände um etwa 1,5 Meter. Nach ca. 200 Metern verflachen die Erdwerke zunehmend und laufen schließlich im Gelände in der Nähe eines Bachlaufes aus. Das Wallsystem schützte den gesamten Talbereich vor dem Hauptwerk und bot genügend Raum für den kurzfristigen Aufenthalt eines größeren Truppenkontingentes.
Das Bayerische Landesamt für Denkmalpflege verzeichnet das Bodendenkmal als vermutlich frühmittelalterliche Befestigung unter der Denkmalnummer D 7-7532-0033.